# Trenčianske Bohuslavice
Trenčianske Bohuslavice és un poble i municipi d'Eslovàquia que es troba a la regió de Trenčín.

## Història
La primera menció escrita de la vila es remunta al 1208.

## Demografia
| Godina             | 1994 | 2004   | 2014   | 2024   |
| ------------------ | ---- | ------ | ------ | ------ |
| Nombre de persones | 913  | 947    | 908    | 915    |
| Diferència         |      | +3,72% | −4,11% | +0,77% |

| Godina             | 2023 | 2024   |
| ------------------ | ---- | ------ |
| Nombre de persones | 940  | 915    |
| Diferència         |      | −2,65% |